# (5776) 1989 UT2
(5776) 1989 UT2 là một tiểu hành tinh vành đai chính. Nó được phát hiện bởi Tsutomu Hioki và Nobuhiro Kawasato ở Okutama, Nishitama District, Tokyo, Nhật Bản, ngày 29 tháng 10 năm 1989.